# جيحون (توراة)

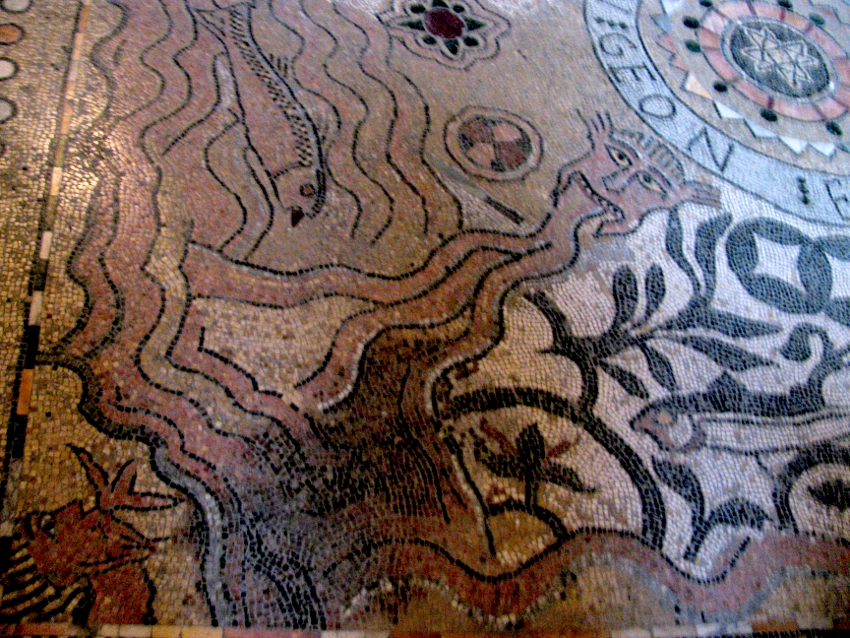

جيحون (بالعبرية: גיחון) هو اسم النهر الثاني المذكور في سفر التكوين التوراتي الذي ينبع من فرع واحد من فروع نهر جنات عدن. ذكر جيحون كنهر رابع، بالإضافة إلى أنهار الفرات ودجلة وسيحون. يوصف جيحون بأنه النهر الذي يحيط ببلاد كوش ويوصف في إثيوبيا بمنابع النيل الأزرق حول مملكة قوجام [الإنجليزية] التاريخية.